# Quod numquam
Mit der Enzyklika Quod numquam (Was [wir] niemals [erwarteten]) vom 5. Februar 1875 „Über die Kirche in Preußen“ verurteilte Papst Pius IX.  die preußische Gesetzgebung.

## „Der Kulturkampf“
Papst Pius IX. erklärte 1875 in der Enzyklika Quod numquam die Kulturkampfgesetze für nichtig. Daraufhin folgte durch Preußen eine letzte Verschärfung mit dem Brotkorbgesetz, dem Verbot fast aller Ordensgemeinschaften, mit der staatlichen Vermögensverwaltung katholischer Kirchengemeinden und dem Expatriierungsgesetz. Die katholische Priesterschaft weigerte sich, die Maigesetze anzuerkennen und machte von ihrem Recht des zivilen Ungehorsams Gebrauch.
Die Kulturkämpfer reagierten auf den Widerstand der Katholiken mit der massenweisen Amtsenthebung von Priestern. Viele Kleriker wurden aus Deutschland ausgewiesen oder ins Gefängnis geworfen. Im Jahr  1876 waren fast alle katholischen Bischöfe Preußens entweder im Gefängnis oder im Exil.

## Kampf den Widersachern
In seiner Enzyklika bringt Pius IX. zum Ausdruck, dass das eingetreten sei, was niemals erwartet wurde, nämlich dass sich die Regierenden in Preußen gegen die Römisch-katholische Kirche wenden könnten. Deshalb wendet er sich auch nur an die Bischöfe und Kardinäle in Preußen.
Er bezeichnet diese Auseinandersetzungen als einen wilden Sturm in einem Land, in dem die Kirche sonst hätte in Frieden leben können. Die neuen Gesetze  würden die göttliche Ordnung und die heiligen Rechte der Bischöfe zerstören.

## Aufruf zum Widerstand
In großer Ehrerbietung lobt er den preußischen Klerus und erklärt, dass man nicht um die Mitbrüder weinen solle, denn sie verdienten Lob und hohe Anerkennung. Es gelte nun, die Freiheit der Kirche zu bewahren, die ungültigen Gesetze abzuschaffen und die Gleichheit wiederherzustellen. Die Kraft des Heiligen Geistes möge auf sie hernieder kommen und sie im Kampf gegen die Ungerechtigkeit unterstützen.

## Gerechtigkeit
Die Gegner im Kulturkampf ließ er wissen, dass die Ungerechtigkeit der Gesetze zum Unfrieden führen würde. Als Gerechtigkeit verstehe er die bekannten Worte: „So gebet dem Kaiser, was dem Kaiser gehört, und Gott, was Gott gehört“ (Evangelium nach Matthäus) (Mt 22,21 ) und „es sei besser, Gott zu folgen, als Männern zu folgen“. Es sei aber gerecht, in dieser Angelegenheit dem Recht Gottes zu folgen und dem Unrecht zu widerstehen.

## Der „göttliche“ Sieg
Beide Aufgaben, die göttlichen und die weltlichen Aufgaben, müssten gerecht verteilt sein. Sind sie es aber nicht, dann wird man weiterhin geduldig aushalten müssen, wird weiterhin betont. Schließlich wird der Sieg im Namen Gottes auf deren Seite sein, die in Ehrfurcht und Hoffnung für die göttliche Herrschaft kämpfen und folglich das vollenden, was Gott versprach: „in der Welt seid ihr in Bedrängnis; aber indem du dich bemühst, bist du tapfer [...] denn ich habe die Welt erobert.“ (Joh 16,33 )